# Halblech
Halblech község (Gemeinde) Németországban, azon belül Bajorországban. Lakosainak száma 3611 fő (2023. december 31.).

## Népesség
A település népessége az elmúlt években az alábbi módon változott:
| Lakosok száma | 2797 | 1487 | 3396 | 3426 | 3483 | 3477 | 3490 | 3469 | 3588 | 3611 |
|               | 1970 | 1975 | 2011 | 2012 | 2014 | 2015 | 2017 | 2019 | 2022 | 2023 |

## Fekvése
Halblech Allgäu turisztikai régióban található.

## Közigazgatás
A község három részből áll:
- Gemarkung Buching, melynek részei: Bayerniederhofen, Berghof, Bruckschmid, Buching, Greith, Häringer, Hafenfeld (Hafenbauer), Helfenwang, Herdweg, Hergratsried, Kniebis, Lachen, Ostern, Pfefferbichl, Rauhenbichl, See, Thal, Zwieselried
- Gemarkung Trauchgau, melynek részei: Birnbaum, Eschenberg, Jans, Küchele, Halblech, Oberreithen, Ried, Schlöglmühle, Schober, Schwaighof, Serra, Stockingen, Trauchgau, Unterreithen, Zwingen
- Fronreiteni erdő (Fronreitener Forst, részben – 467,28 ha, a többi része – 1398,40 ha – Wildsteig községhez tartozik)

## Történelem
A terület a landsbergi törvényszékhez (Landgericht Landsberg) tartozott a hohenschwangaui uradalom (Herrschaft Hohenschwangau) részeként, mely 1567-től Bajorország része lett. Az 1808-as bajor községrendelet szerint a területen létrehozták a buchingi (Gemeinde Buching) és a trachgaui községet (Gemeinde Trachgau).
1976. január 1-én a két községet Halblech néven (Gemeinde Halblech) összevonták.
Négy év múlva, 1980. január 1-én a községhez kapcsolták az egykori községhez nem tartozó (gemeidefrei) Fronreiteni erdő kisebbik részét (467,28 ha, a maradék rész, 1398,40 ha, Wildsteig községhez került).

## Gazdaság
Ma a község főként mezőgazdaságból, erdészetből valamint idegenforgalomból él.
Buching községrész délnyugati végében, a B 17-es út mellől indul a Buchenbergre egy ülőlift, mely télen-nyáron az ide látogatók rendelkezésére áll.

## Oktatás
A községben egy 125 fős óvoda és egy 255 fős általános iskola működik.

## Galéria

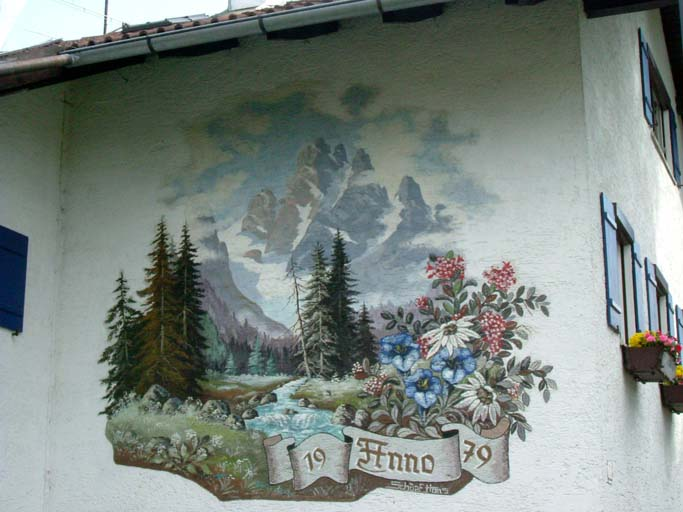
Falfestmény Halblechben
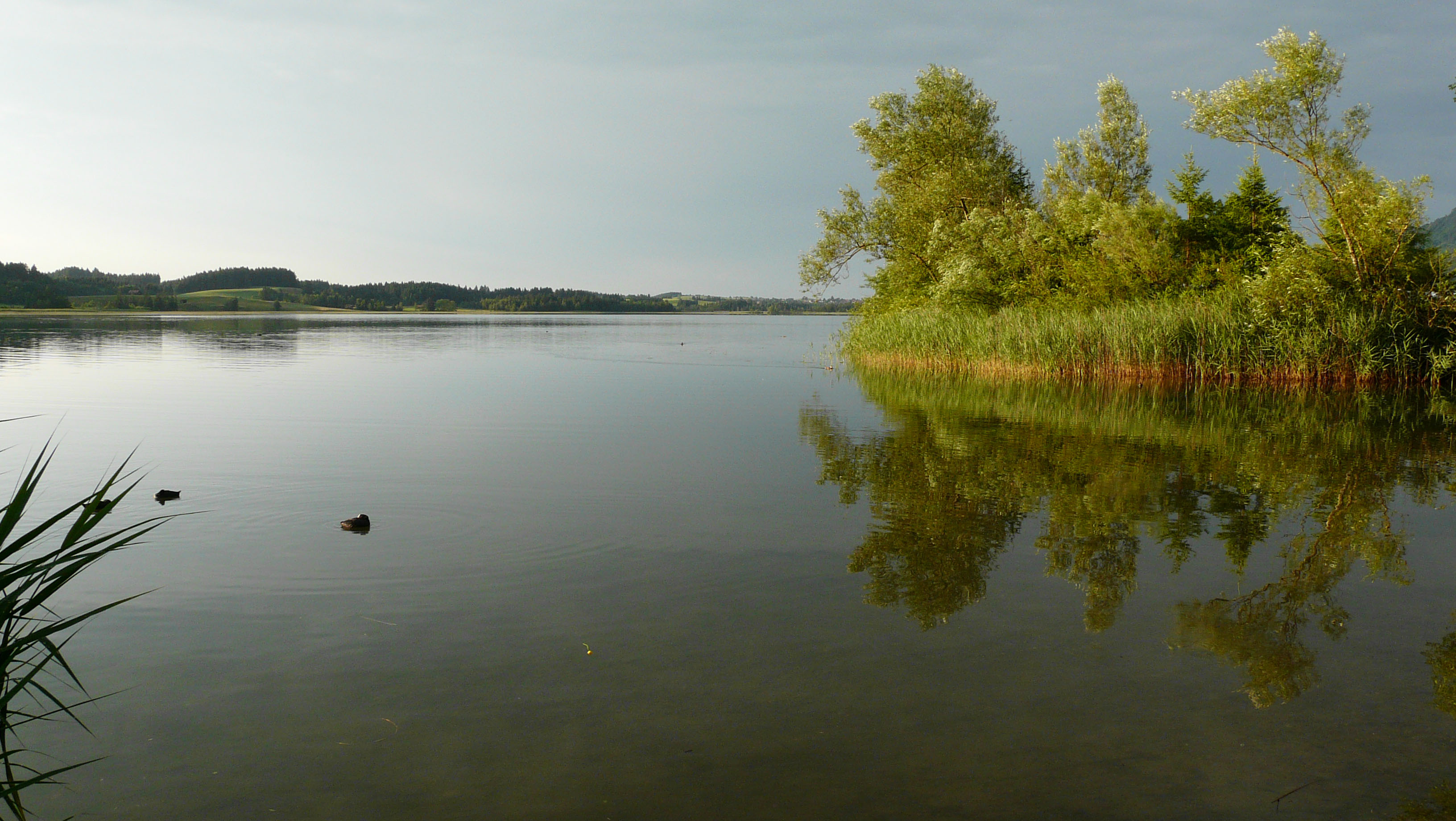
Bannwaldsee
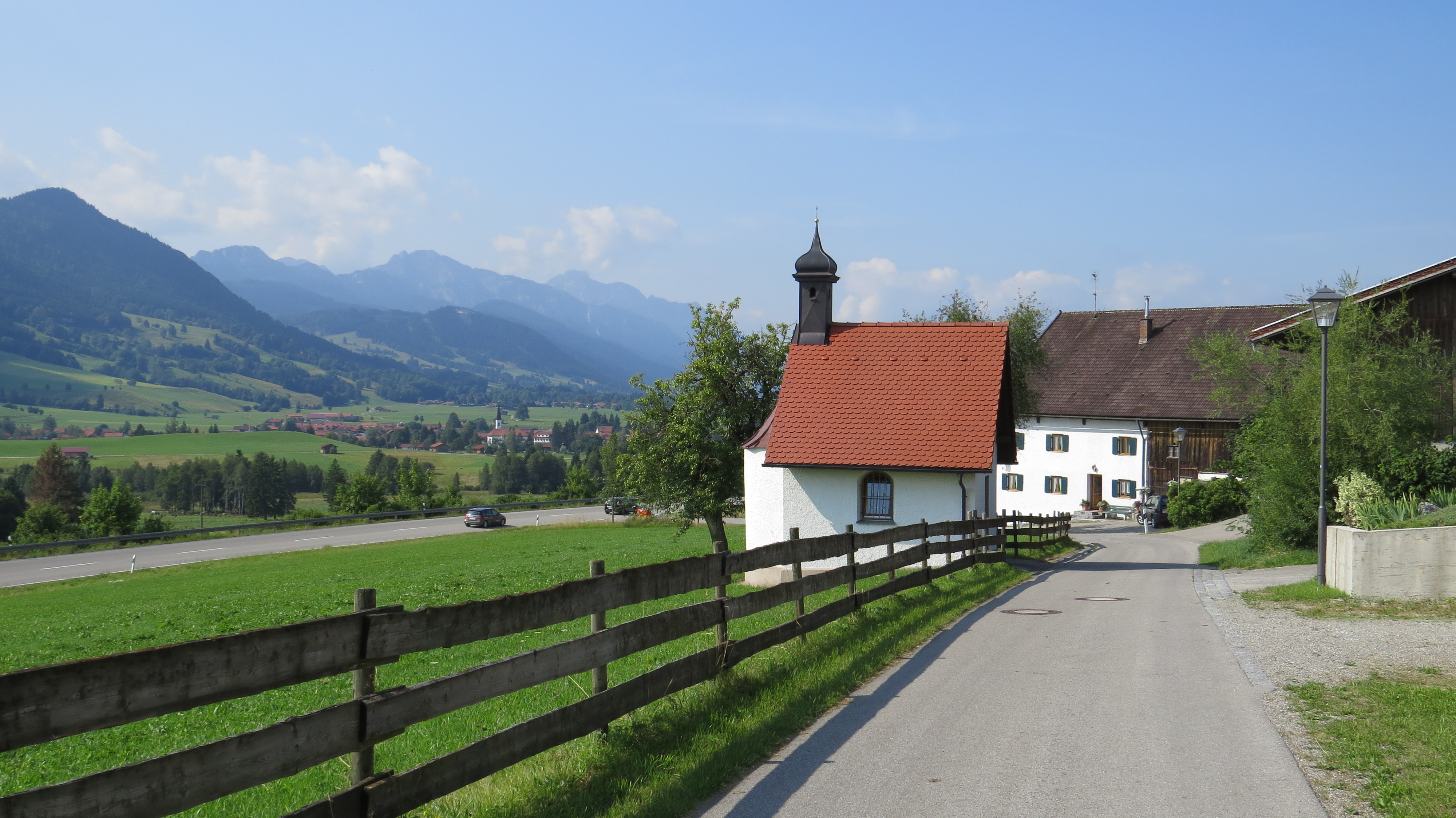
Birnbaum és Trauchgau községrészek
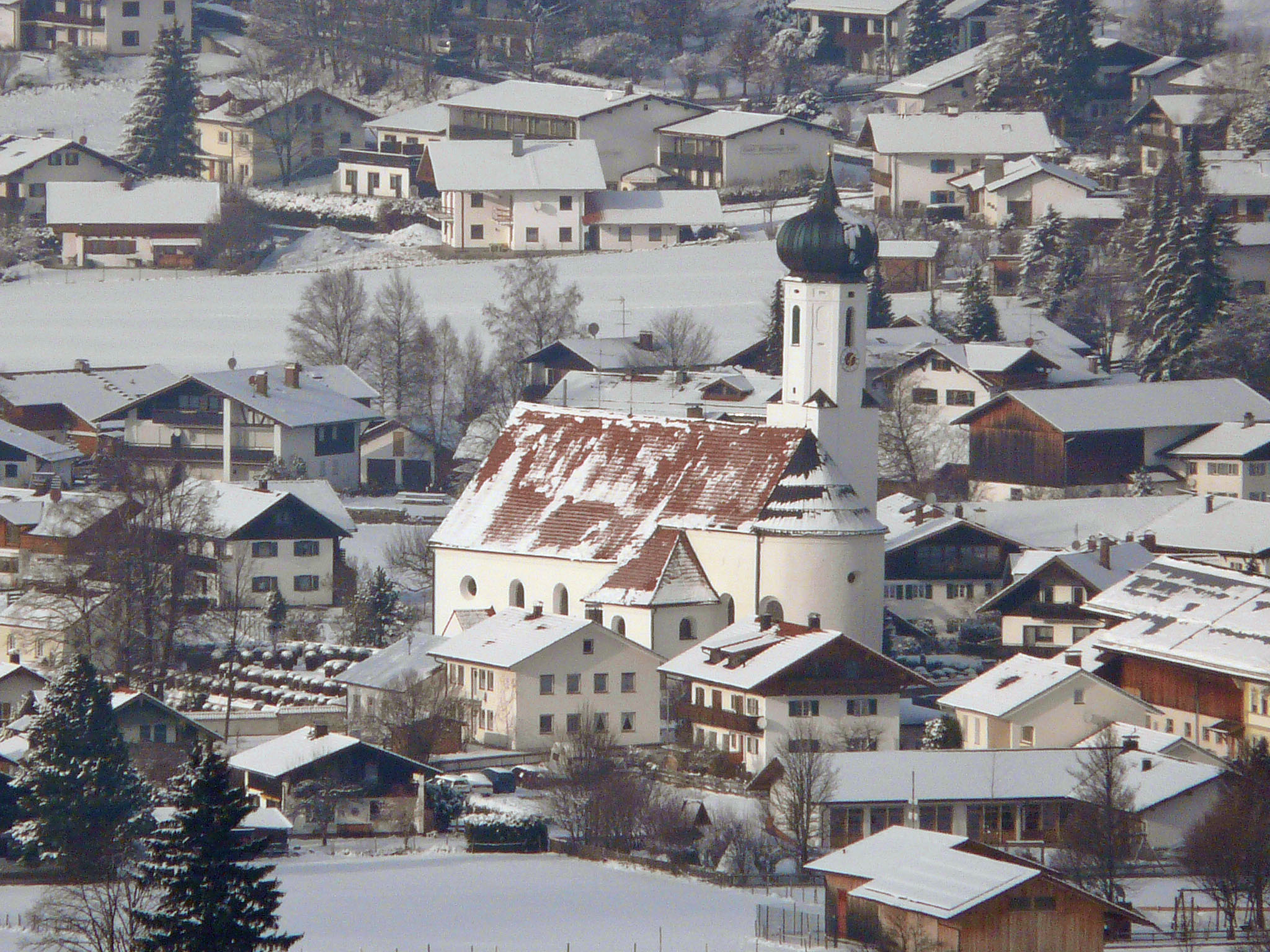
Bayerniederhofen
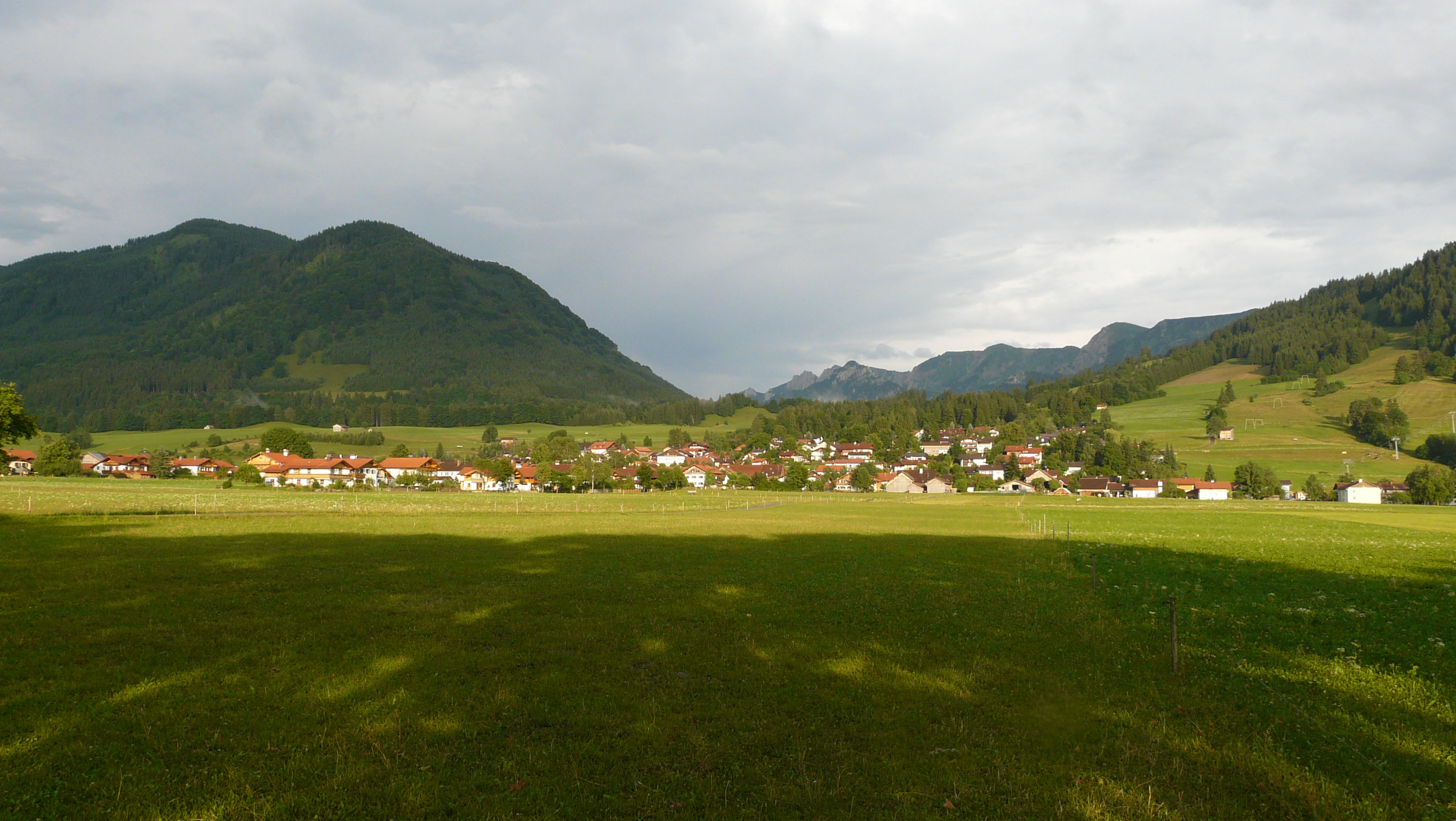
Buching
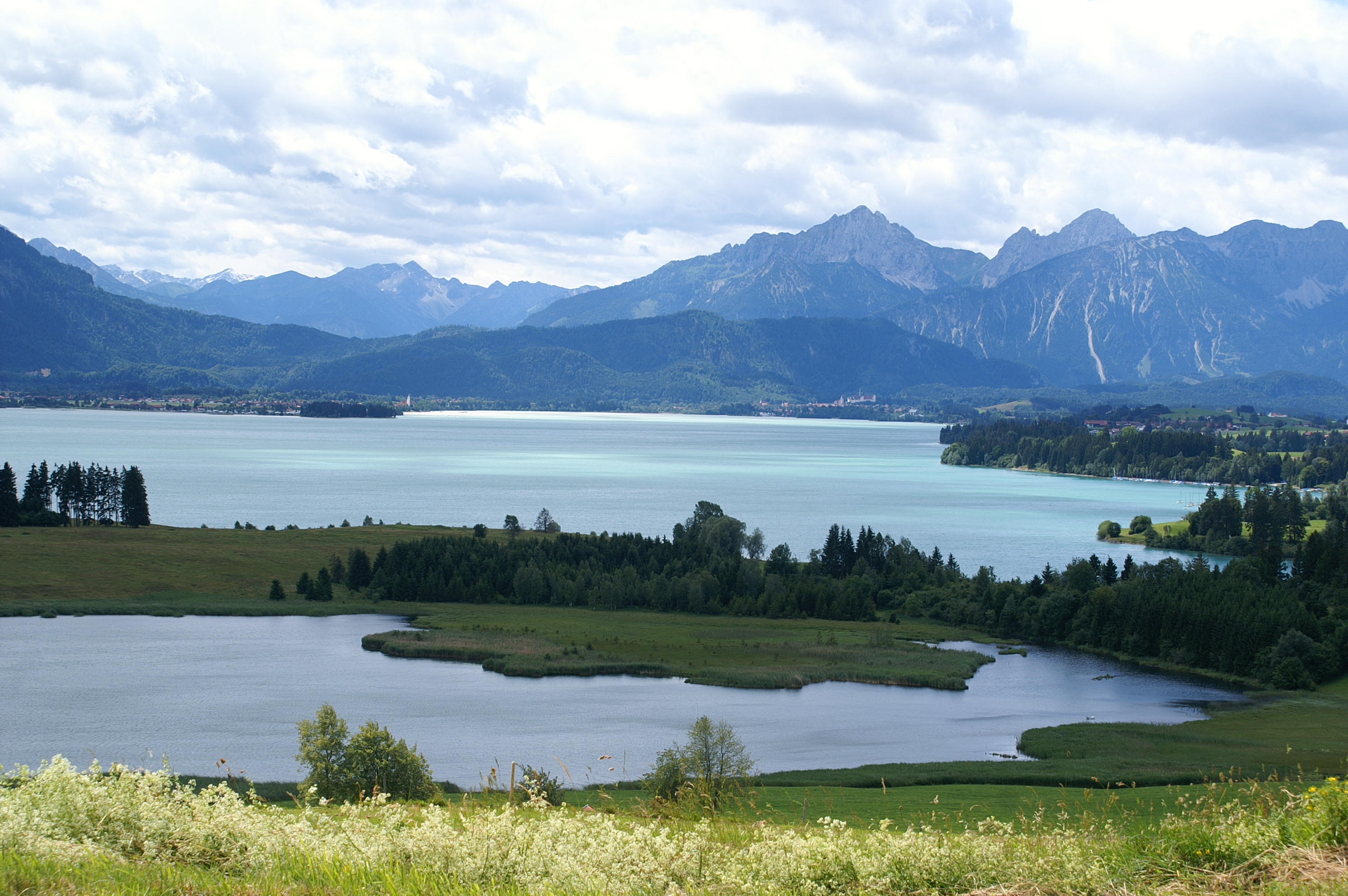
A Forggensee és az Illasbergsee
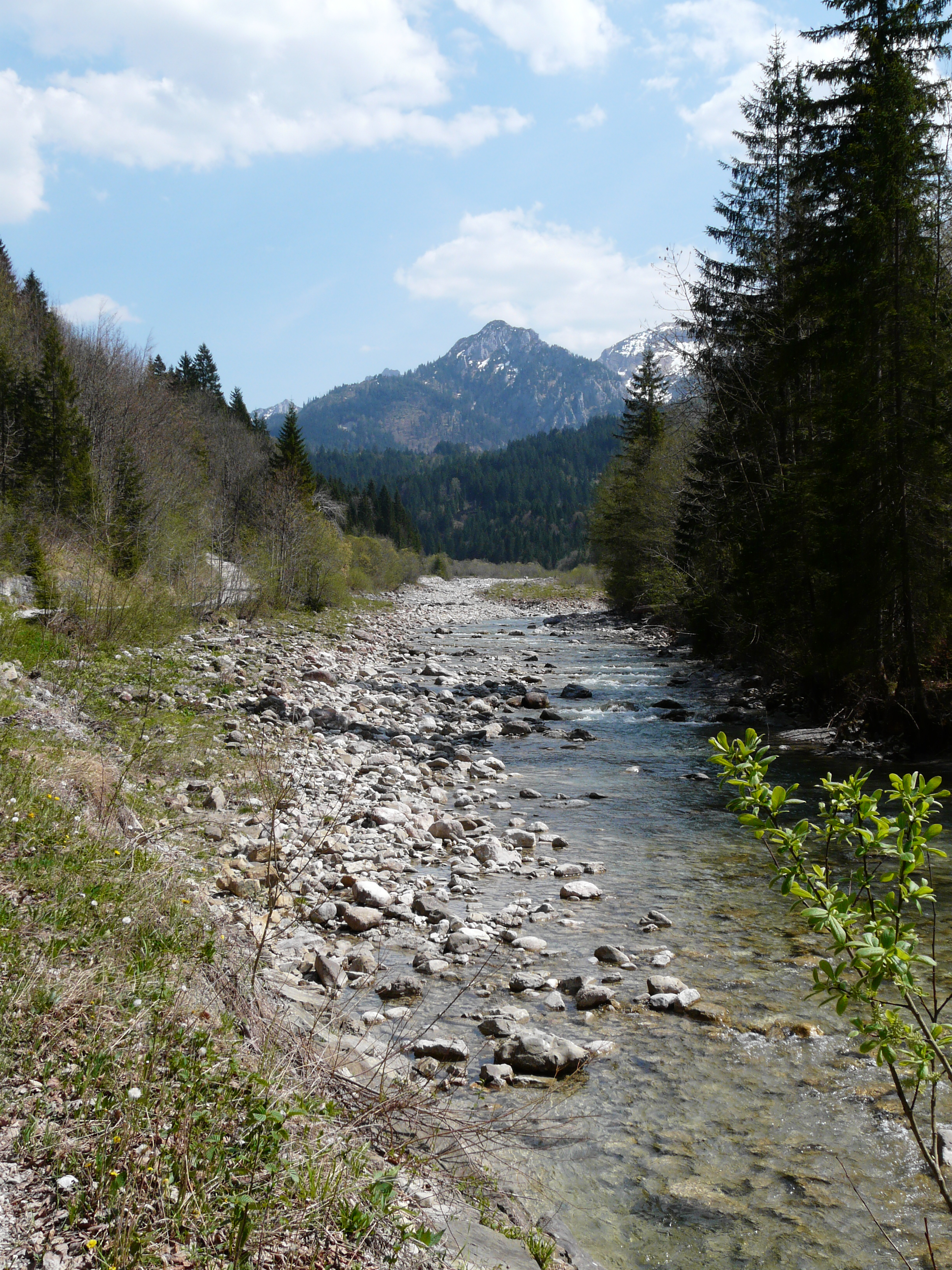
A Halblech patak völgye
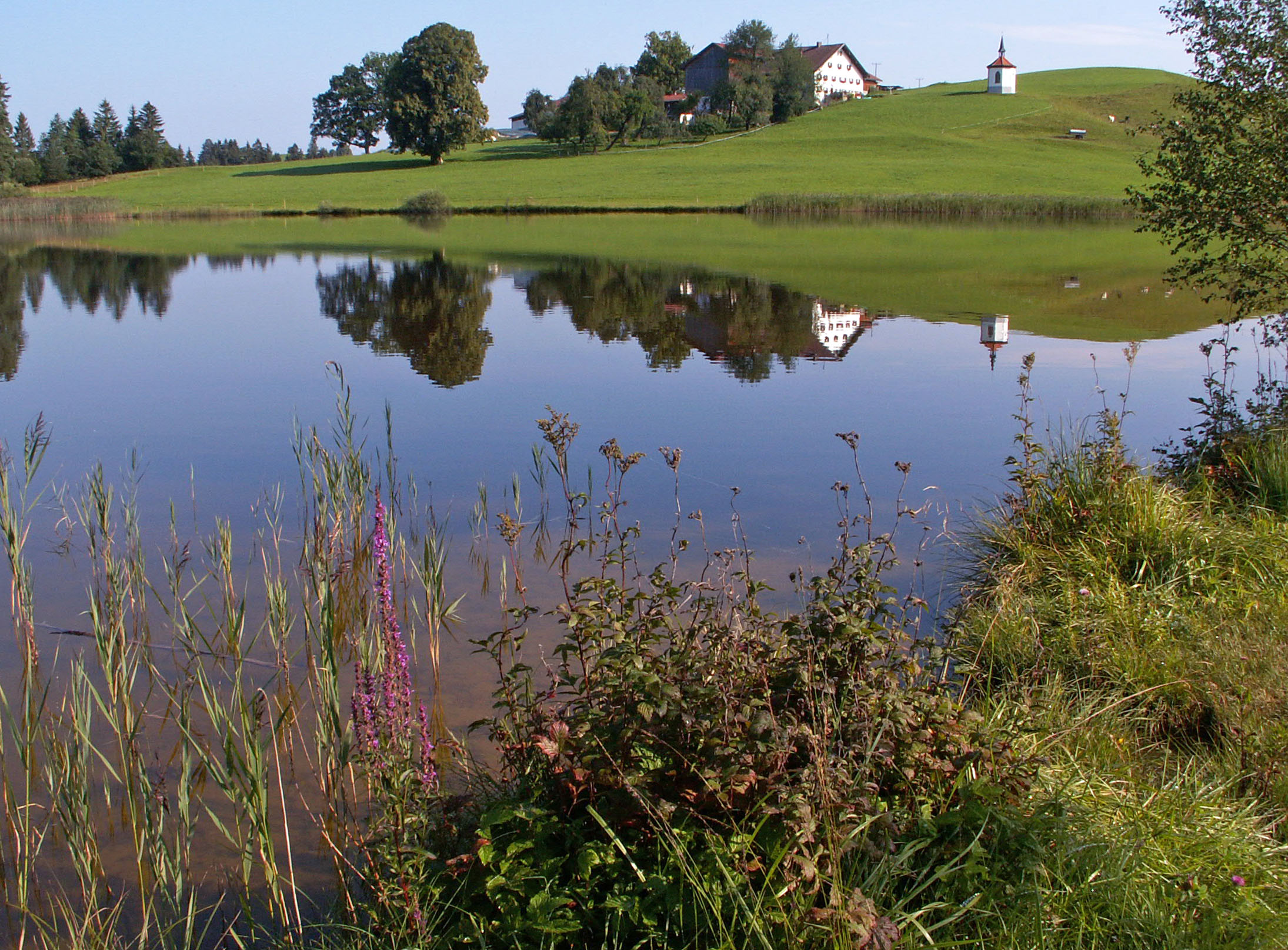
A Hegratsrieder See
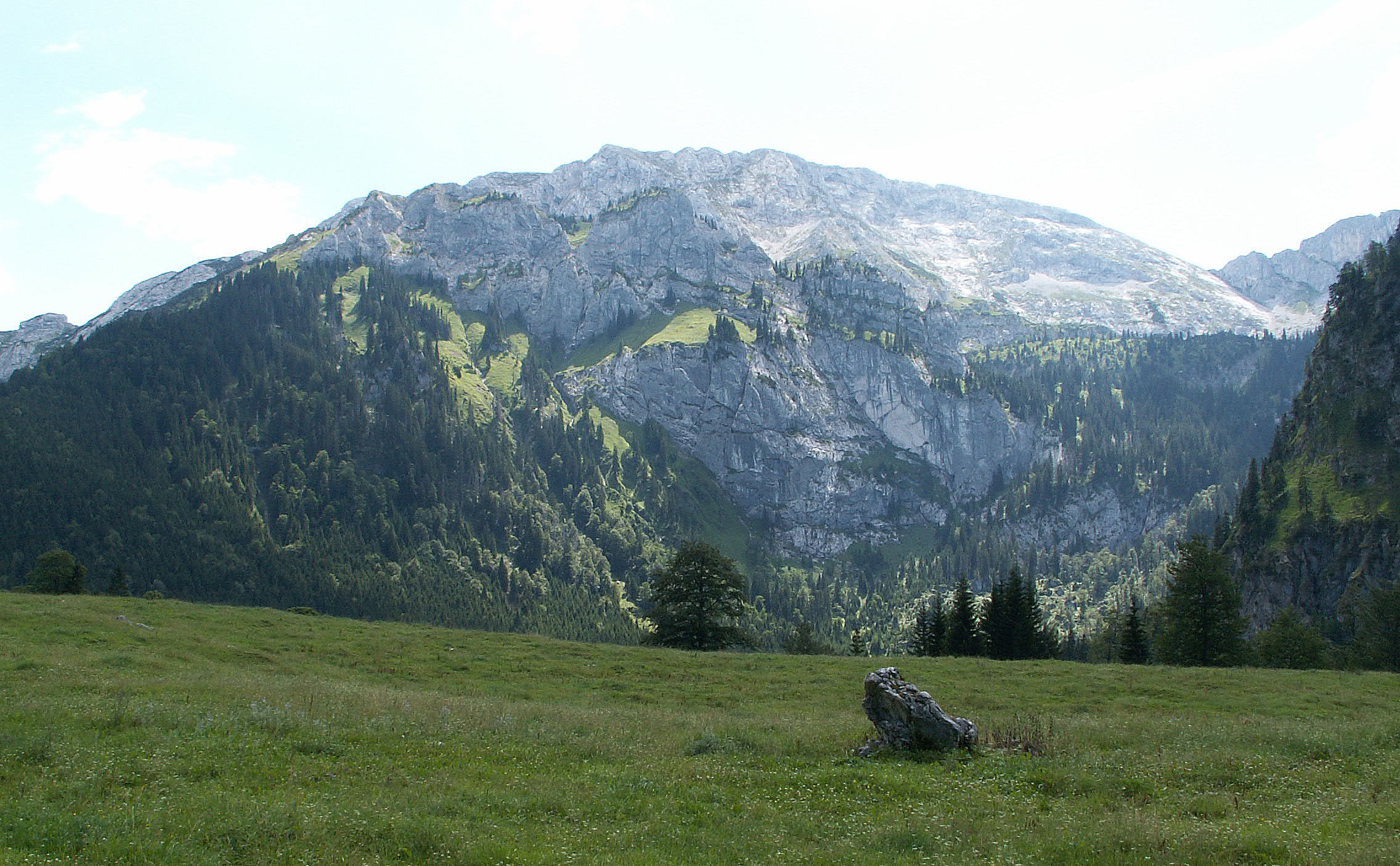
Hochplatte (2082 m)
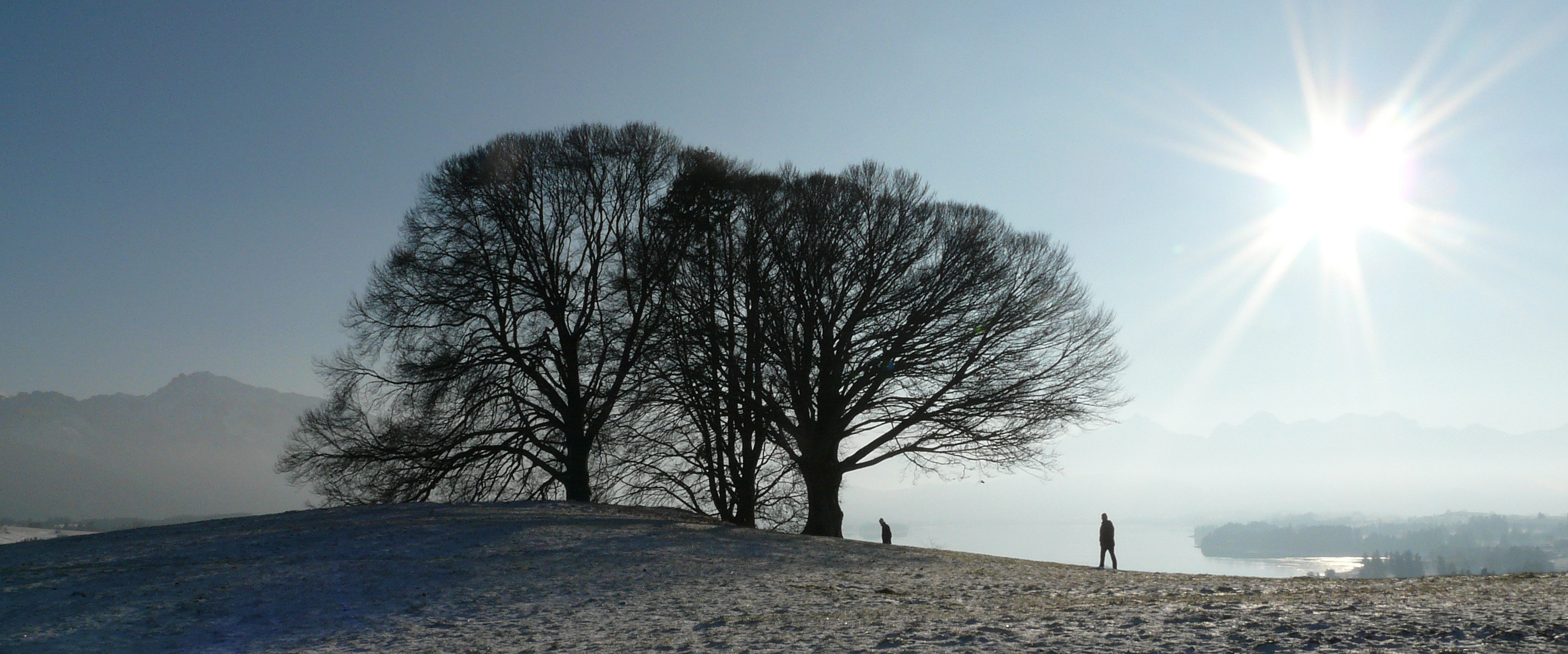
Az Illasberg a Forggenseevel
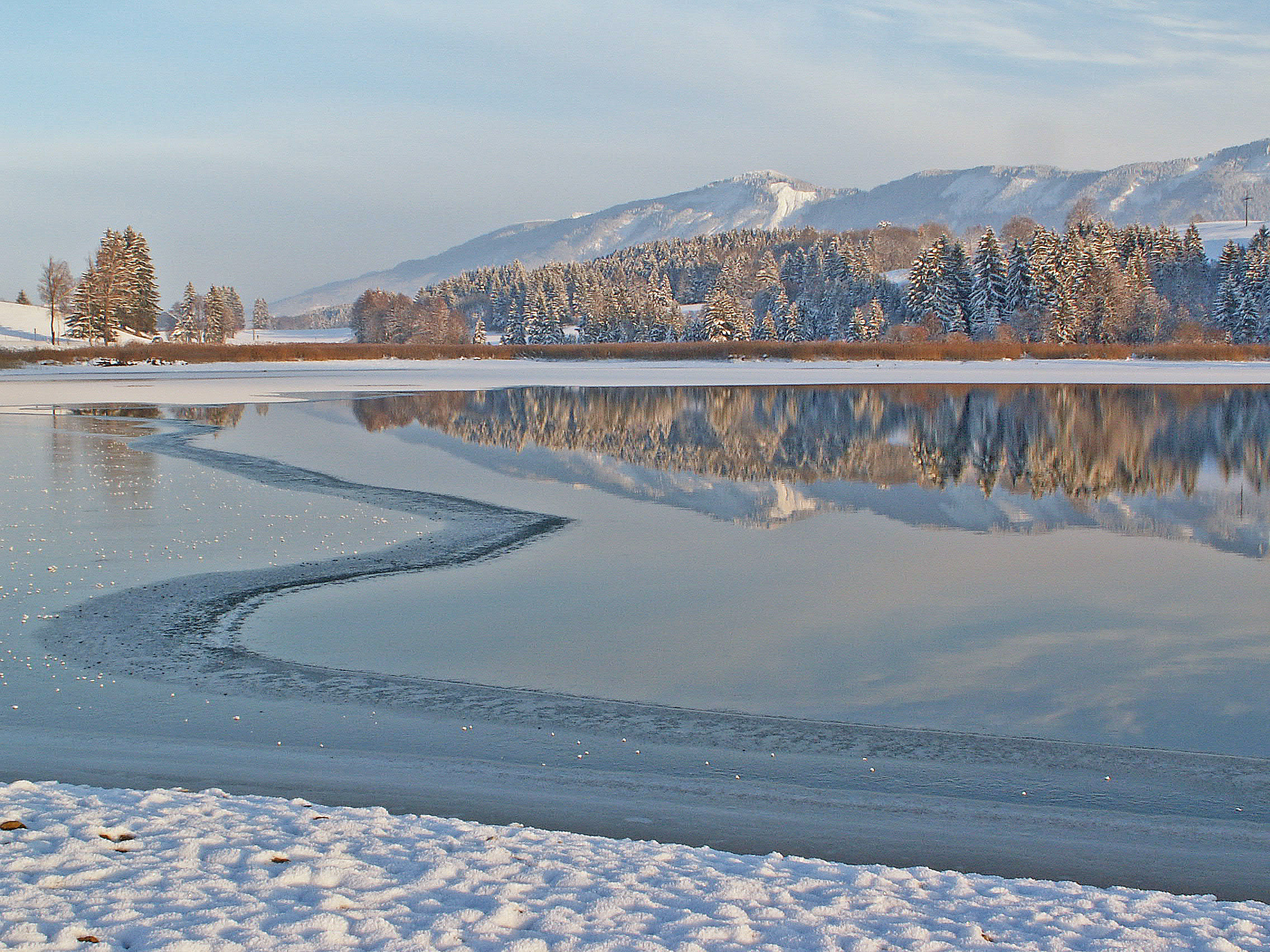
Illasbergsee
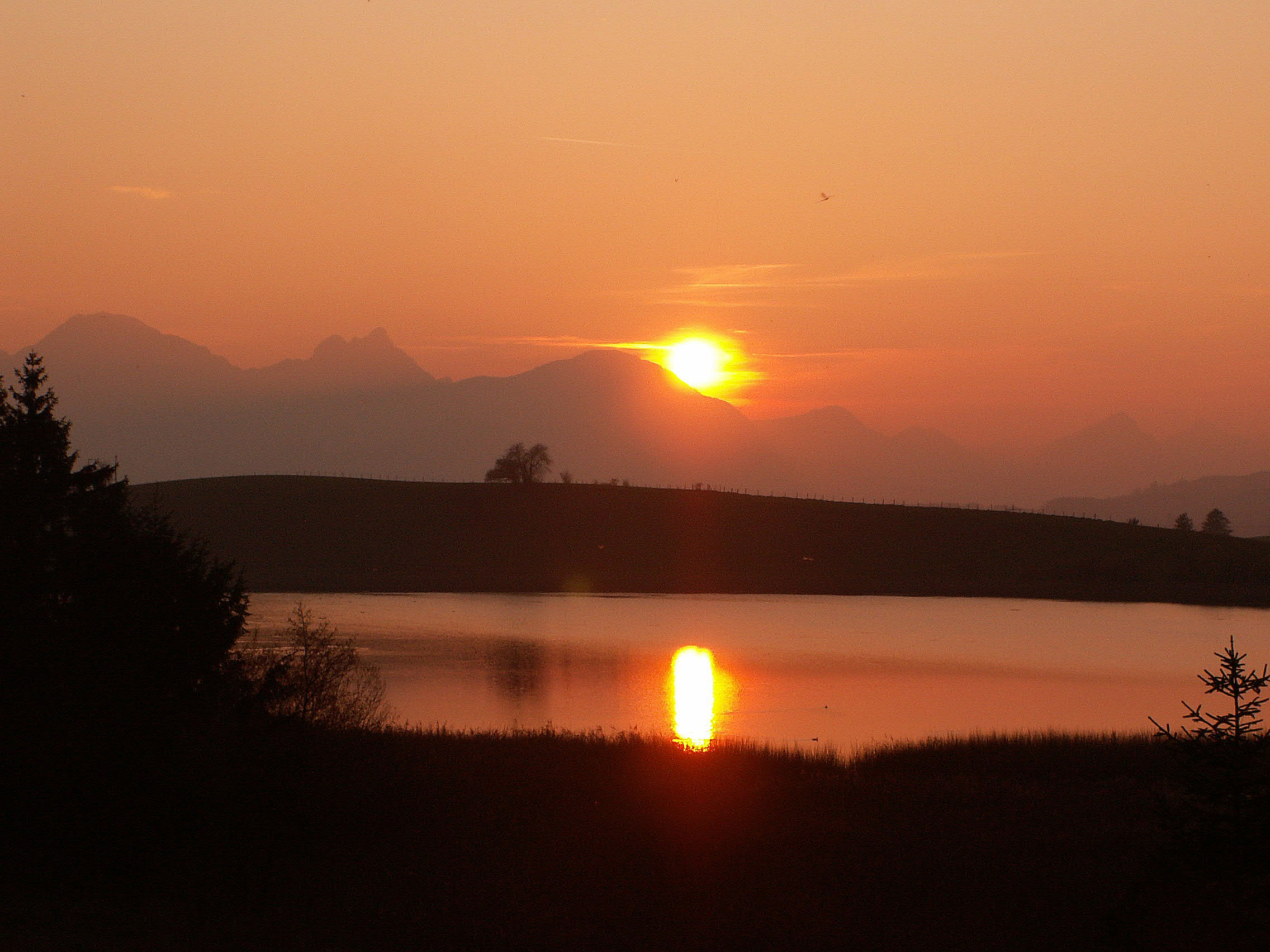
Schapfensee